# 曼努埃拉·朱利亚诺
曼努埃拉·朱利亚诺（義大利語：Manuela Giugliano；1997年8月18日—），意大利女子足球运动员，司职中场，目前效力于罗马体育俱乐部和意大利国家女子足球队。她曾代表意大利参加2022年欧洲女子足球锦标赛和2023年国际足联女子世界杯等多场国际赛事。